# Santiago de Puringla
Santiago de Puringla is een gemeente (gemeentecode 1218) in het departement La Paz in Honduras.
Het dorp heette eerst Puringla. Op 15 september 1921, tijdens de viering van 100 jaar onafhankelijkheid van Honduras, werd de naam veranderd in Santiago de Puringla.
Het dorp ligt op een vlakte die begrensd wordt door de rivier Puringla. Ten zuiden van de gemeente loopt de rivier Lepasale.

## Bevolking
De bevolking is als volgt verdeeld:
| Vrouwen | 8335 | 49,7% |
| Mannen  | 8447 | 50,3% |

## Dorpen
De gemeente bestaat uit tien dorpen (aldea), waarvan de grootste qua inwoneraantal: Santiago de Puringla (code 121801).